# Te Whiti
Te Whiti o Rongomai III (c. 1830-18 de noviembre de 1907) era el guía espiritual y fundador del pueblo de Parihaka, en la región de Taranaki, en Nueva Zelanda.

## Biografía
Te Whiti nació en 1830 en la región de Ngamotu Taranaki en Nueva Zelanda. Era el hijo de Hone Kakahi de la tribu de los Te Ati Awa y de los Rangi Kauwau. Frecuentó la escuela misionaría, e instalaría un molino de trigo en Warea. 
En 1860 Te Whiti salvó la vida de la tripulación y de los pasajeros de Lord Worsely cuyo barco naufragó sobre las costas de Taranaki a 80 km de New Plymouth. Efectivamente, los salva en la playa donde los maori querían matarlas. Mató luego un toro y lo dio a comer a los supervivientes. Después envió un mensaje a New Plymouth y preparó un viaje en carruaje para escoltar a los supervivientes hasta Plymouth. Es la primera vez que los oficiales del gobierno toman conocimiento de la existencia de Te Whiti. Se cree que tenía unos 30 años entonces. En 1867, este gran jefe de los maori establece un pueblo en Parihaka. Quiere que su pueblo reconquiste su territorio, su orgullo y su respeto personal después de todas las confiscaciones sobrevenidas en otras  partes de la isla del norte (North Island). Su objetivo parece haber sido establecer para el pueblo Maori una nueva forma de resistencia a los intentos de los europeos de apoderarse de lo que quedaba de Taranaki. 
Con su pariente  cercano, Tohu Kakahi y de Rangiawau, hija de Te Whetu, Te Whiti guía el pueblo Parihaka en la resistencia no violenta a la confiscación de las tierras de los maori por el ejecutivo de Nueva Zelanda. Desde su joven edad, fue muy bien considerado por sus mayores maori que le enseñan las tradiciones de su cultura. 
El predicador Minarapa Te Rangihatuake enseñó a Te Whiti las Santas Escrituras, y también a leer y a escribir. Te Whiti fue también un alumno del misionario luterano Johannes Riemenschneider. Aunque el profeta Parihaka se había apartado de la violencia, no se rindió sin pelear, comenzando una resistencia pasiva. 
Parihaka se convirtió en un lugar fuerte en la oposición de los maori a la pérdida de los territorios tribales, que se producen durante las guerras maoríes. El ejecutivo adoptó la ley contra la rebelión en 1863 para castigar los rebeldes maori que habían luchado contra el ejecutivo principalmente a Taranaki y a Waikato. En esta ley se defina la lucha de los maori contra el ejecutivo como una rebelión, y los acusados podían estar detenidos indefinidamente en la espera de un proceso. Mientras que Te Whiti y Tohu Kakahi estaban aprisionados, agricultores maori llegaron de todas las regiones del país para mayudarlos y ocupar nuevamente las tierras que habían sido confiscadas e impidiendo incluso la construcción de carreteras. Centenares de estos fueron arrestados y sus propiedades confiscadas. Los relatos del combate pacifista maori en los periódicos ingleses tienen un impacto sobre el modo de opinar de Mohandas Karamchand Gandhi en India.